# Johannes Dantiscus
Jan Dantiscus (în poloneză Jan Dantyszek; n. 1 octombrie 1485, Gdańsk, Regatul Poloniei – d. 27 octombrie 1548, Lidzbark Warmiński, Warmia și Mazuria, Polonia) a fost un om de stat al Regatului Poloniei, explorator polonez, diplomat, prim ambasador din istora diplomației polone, secretar al Regelui Sigismund I și unul dintre cei mai cunoscuți poeți ai Renașterii.

## Biografie
S-a născut la Danzig, fiu al unui fabricant de bere pe nume Johann von Hoefen. La curtea regală de la Cracovia se afla de la vârsta de 15 ani. 
În 1503 apare în secretariatul cancelarului Jan Łaski, iar în anul următor îl regăsim la cancelaria regală, în calitate de specialist în afaceri externe cu Prusia. În 1504-1505 a reprezentat curtea regală la congresele Prusiei Regale. Beneficiind de ajutorului regal a călătorit prin Danemarca, Germania, Italia și de acolo în Palestina și Arabia. 
În 1522-1523 a fost în Anglia, apoi - Sfântul Imperiu Roman, unde a discutat acțiunile privind respectarea Ordinului Teuton.
Dantyszek a părăsit Cracovia in căutarea lui Carol al V-lea, la 15 martie 1524. Aceasta a fost a treia misiune a sa în slujba împăratului. Pe 3 decembrie a îngenuncheat în fața impăratului la Madrid. După aceea, împăratul l-a ținut permanent în preajmă. În 1526, iubita lui Dantyszek, Izabela del Gada, a născut o fetiță, Juanita. Dantyszek s-a întors la Cracovia în iulie 1532, retrăgându-se mai târziu la scaunul său episcopal de Heilsberg. 
S-a bucurat de scaunul de episcop la Chełmno (1533—1537), iar din 1537 până în 1548, și de cel de episcop al Warmiei.
A fost prieten cu mulți oameni de seamă ai epocii, printre care și: Hernán Cortés, Martin Luther, Erasmus, Nicolaus Copernic.

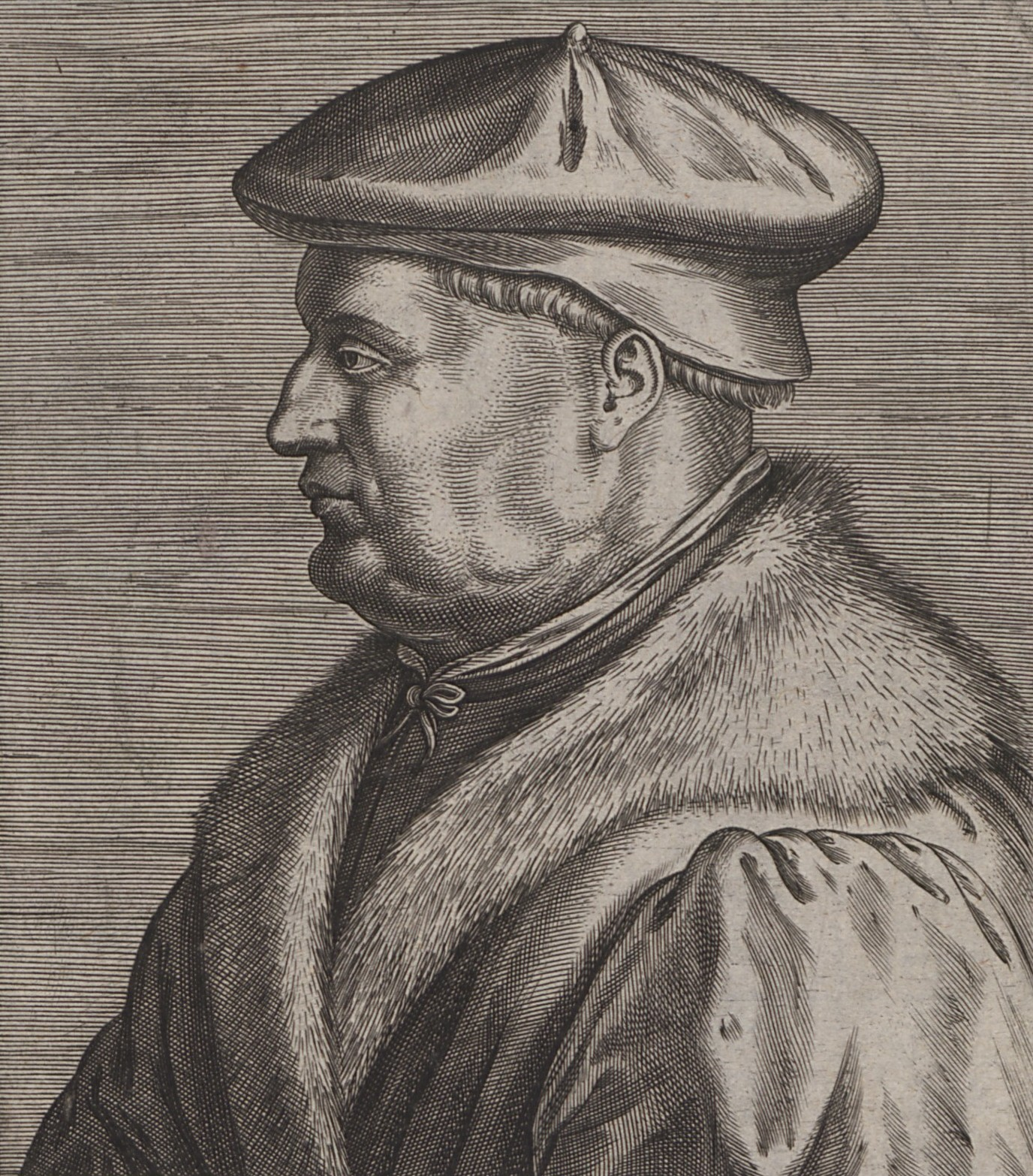
Jan Dantyszek

## Lucrări selectate
- De virtutis et fortunate differentia somnium, Kraków 1510, drukarnia J. Haller
- Epithalamium in nuptiis... Sigismundi... ac Barbarae, Kraków 1512, drukarnia J. Haller, przedr. Acta Tomiciana, t. 2, 1852, s. 30-38; przekł. polski J. Harhala, przedr. M. Plezia: „Najstarsza poezja polsko-łacińska (do połowy XVI wieku)”, Wrocław 1952, Biblioteka Narodowa seria I, poz. 141
- In laudem Pauli Crosnensis Rutheni, wyd. w: Paweł z Krosna Epithalamion... Sigismundi regis Poloniae nobilissimaeque Barbarae, Kraków 1512
- Carmen extemporarium de victoria insigni ex Moschis, Kraków 1514, drukarnia F. Ungler
- De profectione Sigismundi I in Hungariam, wyd. w diariuszu R. Bartolina z Perugii pt. Odeporicon id est itinerarium..., Wiedeń 1515, drukarnia H. Wietor (wyd. osobne, Kraków 1516, drukarnia F. Ungler)
- Elegia amatoria (tzw. elegia „Ad Grinaeam”), powst. 1517, wyd. Kraków 1518, drukarnia J. Haller (przekł. polski: L. Siemieński Czas. Dodatek Miesięczny, 1857, t. 7, s. 721-725)
- Ad Magnificum Dominum Sigismundum de Erberstain... soteria, Kraków 1518, drukarnia J. Haller
- Epithalamium reginae Bonae, powst. prawdopodobnie 1518, rękopis Biblioteka Czartoryskich, nr 33, s. 407-426
- Nostrorum temporum calamitatibus silva, Bononia 1530, drukarnia J. B. Phaelius (wyd. nast.: Kraków 1530, Kolonia 1530, Antwerpia 1530), wyd. Z. Celichowski, Poznań 1902
- Victoria Sereniss. Poloniae Regis contra voyevodam Muldaviae... 22 Augusti parta 1531, Lowanium 1531, przedr. w zbiorach, zob. Estr. XV, 38 (przekł. francuski: Paryż 1531)
- Vita Joannis de Curiis Dantisci, z autografu wyd. J. E. Schmied (D. F. Rhete?), Gdańsk 1693, przedr. pt. „...vita quam ipse paulo ante mortem hoc carmine posteris reliquit”, Preussische Lieferung, t. 1, Lipsk 1775, s. 705-715